# Sailly-Laurette
Sailly-Laurette település Franciaországban, Somme megyében. Lakosainak száma 337 fő (2022. január 1.). Sailly-Laurette Cerisy, Chipilly, Le Hamel, Morlancourt, Sailly-le-Sec és Ville-sur-Ancre községekkel határos.

## Népesség
A település népessége az elmúlt években az alábbi módon változott:
| Lakosok száma | 314  | 308  | 311  | 314  | 320  | 327  | 329  | 331  | 337  |
|               | 2013 | 2015 | 2016 | 2017 | 2018 | 2019 | 2020 | 2021 | 2022 |